# Hungry (Brainstorm)
Hungry è il primo album in studio del gruppo musicale tedesco Brainstorm, pubblicato nel 1997.

## Tracce
1. Nails in My Hands - 3:11
2. King of Fools - 3:52
3. Innocent Until Caught - 4:58
4. The Other Side - 6:53
5. Tomorrow Never Comes - 3:29
6. Liar's Edge - 4:53
7. Tell-tale Heart - 3:44
8. Welcome to the Darkside - 5:10
9. Bring You Down - 4:20
10. Deep Down into Passion - 4:36
11. Mr. Know-it-all - 4:14

Tracce Bonus CD Edizione "Remastered" (2007)
1. Liar's Edge (demo) - 4:55
2. Live in Shame (demo) - 4:22
3. Kamikaze - 5:43
4. Up from the Ashes - 3:15
5. Blind - 4:22
6. Reach for the Sky - 5:07

## Formazione
- Marcus Jürgens - voce
- Torsten Ihlenfeld - chitarra, tastiera
- Milan Loncaric - chitarra
- Andreas Mailänder - basso
- Dieter Bernert - batteria